# سیارک ۴۳۷۷
سیارک ۴۳۷۷ (به انگلیسی: 4377 Koremori، نامگذاری:1987GD) چهار هزار و سیصد و هفتاد و هفتمین سیارک کشف شده‌است که در ۴ آوریل ۱۹۸۷ کشف شد.
قدر مطلق سیارک برابر ۱۳٫۵۰ است.